# Abigail A. Salyers
Abigail A. Salyers (* 24. Dezember 1942 in Louisville, Kentucky, Vereinigte Staaten; † 6. November 2013 in Urbana, Illinois, Vereinigte Staaten) war eine US-amerikanische Physikerin, Mikrobiologin und Hochschullehrerin. Sie war Professorin für Mikrobiologie an der University of Illinois at Urbana-Champaign und eine Pionierin auf dem Gebiet der Erforschung des menschlichen Mikrobioms. Ihre Arbeit über den Bakterienstamm Bacteroidetes und dessen Ökologie führte zu einem besseren Verständnis von Antibiotikaresistenzen. Sie war Präsidentin der American Society for Microbiology (ASM).

## Leben und Werk
Salyers war die Tochter von Robert K. und Loretta S. Salyers. 1959 drohte ihr mit 17 Jahren auf der High School in Nord-Virginia als schwangerer Schülerin der Schulverweis. Sie studierte trotzdem ab 1978 an der Washington University, wo sie 1963 einen Bachelor-Abschluss in Mathematik mit Auszeichnung (Phi Beta Kappa) erlangte. Anschließend promovierte sie dort 1969 in Physik. Nach vier Jahren Lehrtätigkeit und Forschung am St. Mary’s College of Maryland wechselte sie das Fachgebiet und studierte Biochemie und Mikrobiologie. Sie erhielt eine zweite Postdoc-Stelle in Biochemie und Mikrobiologie am Virginia Polytechnical Institute, wo sie von 1973 bis 1978 studierte, lehrte und forschte.
An der University of Illinois at Urbana-Champaign wurde sie 1983 die erste Professorin für Mikrobiologie in einer Festanstellung und 1988 zur ordentlichen Professorin ernannt. Von 2004 bis zu ihrer Pensionierung 2012 war sie G.-William-Arends-Professorin für Molekular- und Zellbiologie.
Von 1995 bis 1999 war sie Co-Direktorin des Microbial Diversity Summer Course am Marine Biological Laboratory in Woods Hole (Massachusetts). Von 2001 bis 2002 war sie Präsidentin der American Society for Microbiology. Sie war Gutachterin für Zuschüsse der National Institutes of Health und des Energieministeriums. Für verschiedene Regulierungsbehörden in Europa und den USA erstellte sie Gutachten zu gentechnisch veränderten Pflanzen und dem Einsatz von Antibiotika in der Landwirtschaft und sagte vor einem Kongress-Unterausschuss für gentechnisch veränderte Pflanzen aus. Sie war Vorstandsvorsitzende von El Centro.
Während ihrer Amtszeit ereigneten sich die Anthrax-Anschläge 2001, was sie dazu veranlasste, sich intensiv dafür einzusetzen, sowohl Mikrobiologen als auch die Öffentlichkeit zu sensibilisieren, die Bedrohung durch Bioterrorismus realistisch einzuschätzen. Sie betonte die Notwendigkeit weiterer Forschung zur Ausbreitung von Antibiotikaresistenzen, im Krankenhaus erworbenen bakteriellen Infektionen und anderen Krankheiten, die jedes Jahr Tausende von Menschenleben bedrohen.

## Forschung
Ihr Forschungsschwerpunkt waren Darmbakterien, insbesondere die Mechanismen, durch die diese Bakterien Resistenzen gegen Antibiotika entwickeln. Sie veröffentlichte über 200 wissenschaftliche Arbeiten, zwei Lehrbücher und ein Buch für die breite Öffentlichkeit mit dem Titel Revenge of the Microbes.
Die Arbeit ihres Labors führte zu vielen wichtigen Entdeckungen, darunter die Aufklärung des bakteriellen Kohlenhydratstoffwechsels im Darm und die Charakterisierung von Konjugationstransposons, die die promiskuitive Übertragung von Antibiotikaresistenzen ermöglichen. Obwohl sie nicht die Erste war, die keimfreie Mäuse zur Untersuchung von Mikroben im Darm einsetzte, propagierte sie deren Einsatz für Studien zum Darmmikrobiom.
Salyers starb 2013 in Urbana im Alter von 70 Jahren.

## Auszeichnungen und Ehrungen (Auswahl)
- Pasteur Award for Research and Teaching
- All-Campus Award for Excellence in Teaching der University of Illinois Medical School und dreimal den Golden Apple Award for Medical School Teaching
- 2009: ASM National Graduate Teacher Award in Mikrobiologie
- 2001 bis 2002: Präsidentin der ASM
- 2001: Ehrendoktorwürde, ETH Zürich
- Abigail A. Salyers Graduiertenstipendium für Mikrobiologie
- 2004 benannten Song Yuli und Kollegen ihr zu Ehren die Species Bacteroides salyersiae.[9]